# Ghost Rider (Robbie Reyes)
Robbie Reyes es un superhéroe que aparece en cómics estadounidenses publicados por Marvel Comics. Es el quinto personaje de Marvel en usar el nombre de Ghost Rider (en España también conocido como el Motorista Fantasma), después de Carter Slade (el héroe de los cómics del Oeste también conocido como Jinete Fantasma), Johnny Blaze, Danny Ketch y Alejandra Jones.
El personaje fue interpretado por Gabriel Luna en la cuarta temporada de la serie de televisión Agents of S.H.I.E.L.D., ambientada en el Universo cinematográfico de Marvel.

## Historia de la publicación
Robbie Reyes apareció por primera vez en All-New Ghost Rider # 1 (marzo de 2014), creado por el escritor Felipe Smith y el artista Tradd Moore.
Cuando Marvel Comics fue remodelado como All-New, All-Different Marvel, el editor Mark Paniccia se acercó al escritor Felipe Smith para crear un Ghost Rider más joven y nuevo. Entre las sugerencias de Paniccia estaba que este nuevo Ghost Rider manejara un automóvil en lugar de una motocicleta, una idea que entusiasmó a Smith. Otra gran diferencia entre este Ghost Rider y sus predecesores es que Reyes no tiene una cabeza flotante o un cráneo humano, según Smith "Es una amalgama de un automóvil en llamas y un ser humano, no usa casco, y su cabeza no es una calavera: este Ghost Rider está diseñado para que su aspecto simule las líneas del clásico muscle car que estuvo corriendo la noche que él murió. Tradd Moore fue contratado para esbozar ideas basadas en el concepto de Smith. También, más recientemente, aparece en Ghost Rider (2016), Marvel Legacy y Avengers (2018) # 1.

## Historia ficticia
Robbie Reyes es un estudiante de secundaria que trabaja como mecánico en una tienda de autopartes que vive con su hermano discapacitado Gabe y busca alejarse de las peligrosas calles plagadas de bandas del Éste de Los Ángeles. Con ese fin, entra en una carrera callejera, esperando usar el dinero del premio para alejarse. Cuando los mercenarios lo matan a tiros mientras tratan de recuperar las píldoras que causaron la transformación de Calvin Zabo en el supervillano Mr. Hyde, que había quedado en el maletero, de un Dodge Charger 1969 que "tomó prestado" de la tienda de autopartes en la que trabaja, sin el conocimiento de Robbie, el adolescente es revivido como un ser demoníaco con una cabeza llameante y con forma de casco. Él se va en el auto, ahora igualmente en llamas.
Más tarde, el espíritu unido al automóvil se presenta a Robbie como el fantasma de un hombre llamado Eli Morrow, que dice que los miembros de la pandilla lo mataron. Eli se ofrece para ayudar a Robbie a limpiar su vecindario a cambio de que Robbie lo ayude a vengar su muerte. Robbie se convierte en un héroe local cuya fama llama la atención de Johnny Blaze, que viaja a Los Ángeles para enfrentarse al nuevo Rider. Posteriormente, Eli se revela como el tío de Robbie, un asesino en serie satánico que secuestró y asesinó a al menos 37 personas en rituales antes de recibir un disparo mortal de la policía en 1999. Un Robbie poseído más tarde se encuentra con Johnny Blaze, quien usa la Mirada de Penitencia en el espíritu de Eli.
Eli también fue la que empujó a la madre de Robbie por las escaleras mientras estaba embarazada de Gabe, causando las discapacidades de Gabe.
Además de enfrentarse a Mr. Hyde y su inframundo criminal, Robbie y Eli luchan por dominar el cuerpo de Robbie. Robbie eventualmente se une con Eli y acepta saciar la sed de asesinato de Eli, pero solo matando personas con almas malvadas.
Él aparece en The Unbelievable Gwenpool junto con Hawkeye, ambos trabajan para detener una ceremonia que se lleva a cabo por los enanos con un rock espacial místico. Gwenpool apareció en el portal de su baúl a través de su amiga Sarah "The Terrible Eye" y llegó la policía, lo que provocó que todos huyeran. Había reclamado la gema con Cecil, el amigo fantasma de Gwen, y la había dejado en su automóvil, donde aparentemente su espíritu poseedor estaba intentando convertir a Cecil en Gwen. Cuando eso falla, se encoge de hombros y decide volver a corromper a Robbie.
Después de una vívida pesadilla que involucra a una antigua reunión de héroes que incluyen un Ghost Rider anterior, Robbie despierta en Sudáfrica sin ningún recuerdo de cómo llegó allí. Él es atacado por Star Brand, quien busca evitar que encuentre un Celestial enterrado. Robbie derrota a Star Brand utilizando la Mirada de Penitencia, una habilidad que antes no tenía idea de que poseía, pero que de algún modo también mata a Star Brand. La muerte de Star Brand de alguna manera llega a los oídos de Odín, el antiguo aliado de la marca prehistórica, Star Brand, pensó que Robbie había matado a propósito a Star Brand actual, y Robbie explica al Padre de los dioses nórdicos sobre su asesinato accidental de la última Star Brand cuando su primera Penitencia fija, ha despertado, por lo tanto fácilmente perdonable y convertirse en amigos.

## Poderes y habilidades
Robbie difiere de los Ghost Riders anteriores, principalmente porque no está poseído por un Spirit of Vengeance o cualquier entidad demoníaca similar. Más bien, está poseído por el espíritu de Eli Morrow, un satanista asesino en serie que trabajó para la mafia rusa como asesino a sueldo. A pesar de esto, todavía puede realizar habilidades similares a sus predecesores; posee fuerza y durabilidad sobrehumanas y es capaz de invocar el fuego del infierno, empuñar un arma de cadena sobrenaturalmente fuerte y desterrar a las personas al Infierno. A diferencia de los Ghost Riders anteriores que viajaban en motocicletas, Robbie conduce un Dodge Charger R / T 1969 a lo que se refiere como el Hell Charger. El Hell Charger está vinculado al Ghost Rider, lo que permite a Robbie en su forma de Ghost Rider teletransportarse instantáneamente y / o fusionarse con el automóvil. El Charger también se puede conducir de forma remota, y el Ghost Rider de Robbie puede pasar inofensivamente a través de él, lo que le permite llegar a los enemigos. El maletero del automóvil, cuando se abre, actúa como un portal, lo que permite al Ghost Rider transportar cualquier cosa, incluidas personas, a cualquier ubicación. Se muestra que Eli puede tomar el control del cuerpo de Robbie cada vez que siente que no está a la altura de la tarea o cuando Robbie cede a la emoción negativa, que se manifiesta en su forma humana por un tono de piel pálida y sus dos ojos se vuelven anaranjados. Durante su batalla con Star Brand, Robbie descubre que posee Penance Stare, que le permite obligar a cualquiera que tenga contacto visual con él a experimentar todo el dolor y el sufrimiento que han infligido a los demás. Su forma de Ghost Rider también puede evolucionar a una forma más fuerte y más demoníaca cuando Robbie está suficientemente enojado, aunque esta transformación es más difícil de controlar y más destructiva.

## Otras versiones
Durante la historia de "Secret Wars" de 2015, una variación de Robbie y su hermano Gabe viven al sur de Doomstadt en Battleworld. Robbie y varios de sus amigos son arrestados por el Cuerpo de Thor cuando los bots de patrulla descubren que Robbie posee un "espíritu encendedor". Lo llevan al Killiseum y lo obligan a participar en los Ghost Races de Arcade. Apodado "The Hell-Charger" para distinguirse de otros Ghost Riders, Robbie pierde su primera carrera, pero hace un trato con su espíritu Eli para ganar cada carrera y hacerse popular entre el público. Robbie más tarde mata a un monstruo que se creó con sus amigos. Al darse cuenta de la gravedad de su nueva vida, Robbie se escapa ya que Eli no pudo ser controlado por Zadkiel. Robbie descubre que Gabe fue secuestrado por Arcade y obligado a competir en las carreras. Robbie regresó al Killiseum donde derrota a Zadkiel y libera a los otros corredores. Después, Eli mata a Arcade y los Ghost Riders deciden convertirse en los Espíritus de la Venganza.
Durante la historia de 2017 "Venomverso", aparece una versión simbólica de Reyes, llamándose Host Rider. Esta versión es ahora poco más que un títere controlado por Marrow y el simbionte, que se había unido contra él, y ha sido reclutado para una resistencia contra una especie que se apodera de los simbiontes y sus anfitriones llamados Poisons. Finalmente es asimilado por The Poisons, que luego es asesinado por una versión alternativa de Carnage.

## En otros medios

### Televisión
- Robbie Reyes aparece como un personaje recurrente durante la cuarta temporada de Agents de S.H.I.E.L.D., en la que es interpretado por Gabriel Luna.[18] En esta adaptación del personaje, Reyes conduce con su hermano menor Gabe cuando son baleados por una pandilla callejera llamada los Locos de la Calle 50, que confundió a Reyes con su tío Eli Morrow. Gabe queda parapléjico por el evento, mientras que las lesiones de Reyes son fatales. Un "buen samaritano", Johnny Blaze / Ghost Rider, rescata a Gabe y trae a Robbie de la muerte dándole los poderes del espíritu de venganza.[19] Como Robbie solo vio a Johnny en su forma de Ghost Rider, cree que vendió su alma a "El Diablo", por lo que Robbie persigue a miembros de la banda para vengarse de ellos, y luego otras personas que "se lo merecen".[20] Luego entra en conflicto con la agente deshonesta de S.H.I.E.L.D., Daisy Johnson / Quake, pero finalmente se alía con ella y S.H.I.E.L.D. contra el problema sobrenatural de Lucy Bauer y sus compañeros fantasmas, ya que se revela que es capaz de destruir a los fantasmas.[21] Robbie se enfrenta a su tío por sus propios crímenes, y como Ghost Rider, lo arrastra a la dimensión Darkhold.[22] Reyes regresa de la dimensión Darkhold,[23] para ayudar a los agentes derrotados de S.H.I.E.L.D., en derrotar a AIDA / Ophelia / Madame Hydra y sus Life Model Decoy (LMD). Finalmente, toma posesión del Darkhold para mantenerlo alejado de aquellos que pondrían en peligro a otros con él, y deja la Tierra para encontrar otra dimensión en esconder el malvado libro.[24]
- En octubre de 2016, Luna comentó que hay planes para que Reyes participe en su propia serie de televisión, luego de su introducción en Agents of S.H.I.E.L.D.[25] En entrevistas posteriores, el actor dijo que espera que Norman Reedus interpretaría a Johnny Blaze en el Universo Cinematográfico de Marvel.[26] El 1 de mayo de 2019, se anunció que una serie de televisión basada en la encarnación de Ghost Rider de Robbie Reyes se estrenará en Hulu en 2020, con Luna retomando su papel.[27] El 25 de septiembre de 2019, Deadline informó que la serie ya no avanzaba con Hulu citando un "impasse creativo", pero que posiblemente lo compararía.[28]

### Videojuegos
- Robbie Reyes es un personaje "en equipo" en Marvel Heroes cuando la serie fue rebautizada como Marvel Heroes 2016.[29]
- Robbie Reyes fue agregado como personaje jugable en Marvel Avengers Academy.[30]
- Robbie Reyes es un personaje jugable en el juego móvil Marvel Future Fight.[31]